# マーズ・キューブ・ワン
マーズ・キューブ・ワン（Mars Cube One：MarCO）は、アメリカ航空宇宙局(NASA)の開発した火星探査機でインサイトに相乗りで打ち上げられ、地球の軌道から離脱して惑星間飛行をする最初のCubeSatである。

## 概要
火星探査機ではあるが、軌道経路は火星周回軌道には入らず横切る（フライバイ）のみである。
地球の軌道から離脱して惑星間飛行をする最初のCubeSatであるMarCOはMarCO AとBの2機があり、インサイトに相乗りで2018年5月5日にヴァンデンバーグ空軍基地第3発射施設からアトラス V401ロケットで打上げられた。
当初の予定は2016年3月であった。インサイトによる火星の大気圏への突入、着地時の通信を試験的に中継する。片方が予定通りに運用できない場合に備えた冗長性を確保するために2機の同一のMarCOを飛ばす。 
打上げ時にはインサイトを搭載したアトラスVロケット上段であるセントールの後方に備えられ、第二宇宙速度まで加速して地球の重力圏を脱した後、インサイトを放出、回転してMarCO Aを放出、更に180度回転してMarCO Bを放出した。火星周回軌道上を既に周回中のマーズ・リコネッサンス・オービターはインサイトからUHF帯でデータを受信してX帯で地球へ送信するが、MarCOにはマーズ・リコネッサンス・オービターとは異なり、UHF帯の通信とX帯の両方の中継機が備えられておりそれぞれの周波数帯での通信を同時に行えるのでインサイトの大気圏への突入・降下・着陸時のデータ中継をリアルタイムで行える。

## 設計
MarCO本体の大きさは、6UのCubeSatで格納時にはブリーフケースほどの大きさで約36.6×24.3×11.8cmで飛行途中で2つの通信用アンテナと2枚の太陽電池パネルを本体から展開させる。UHF帯の通信とX帯の通信が可能で惑星の大気を通しての無線通信、小型カメラでの撮影、観測機器を使用した観測等が予定される。

## ギャラリー

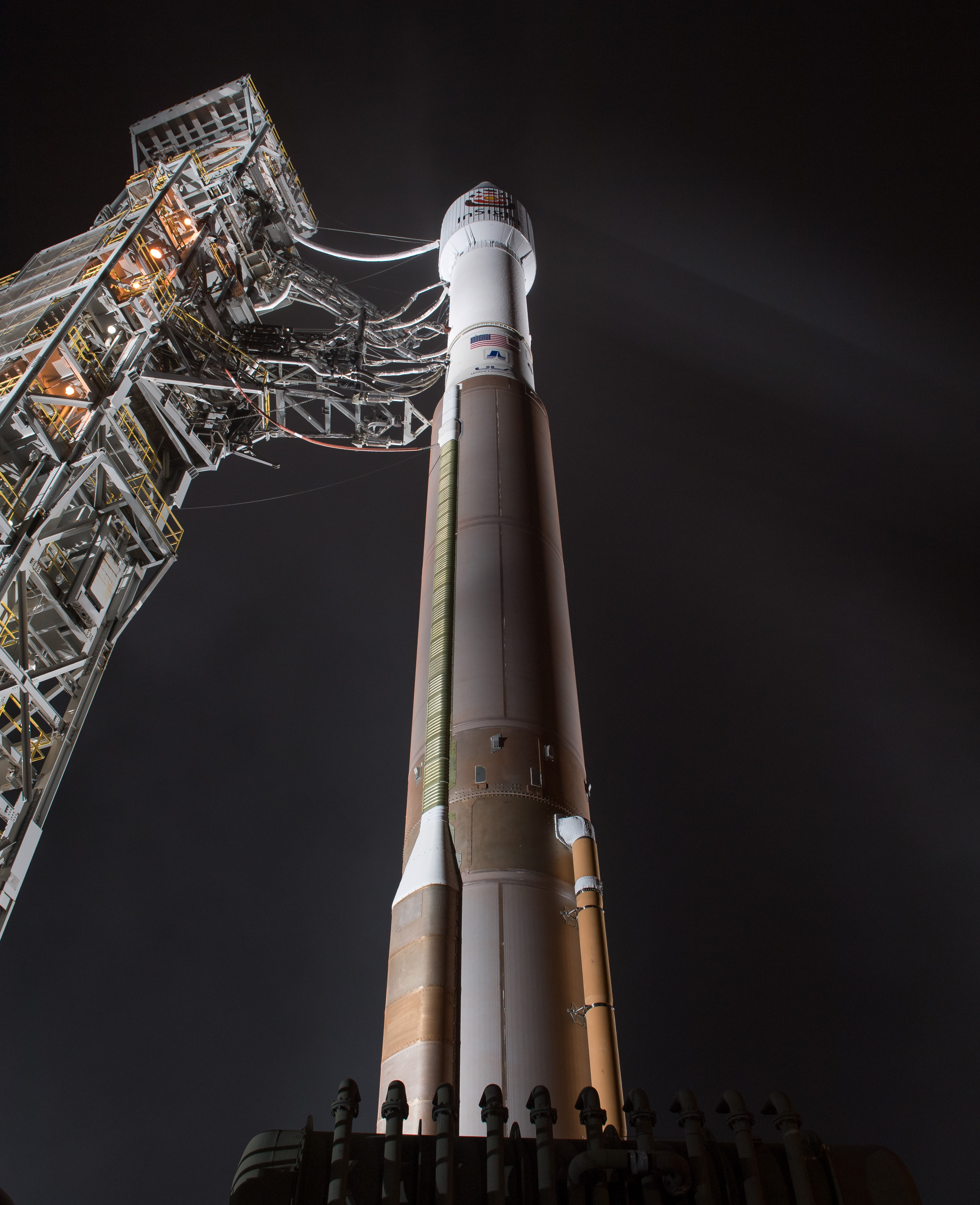
発射前のアトラスVロケット
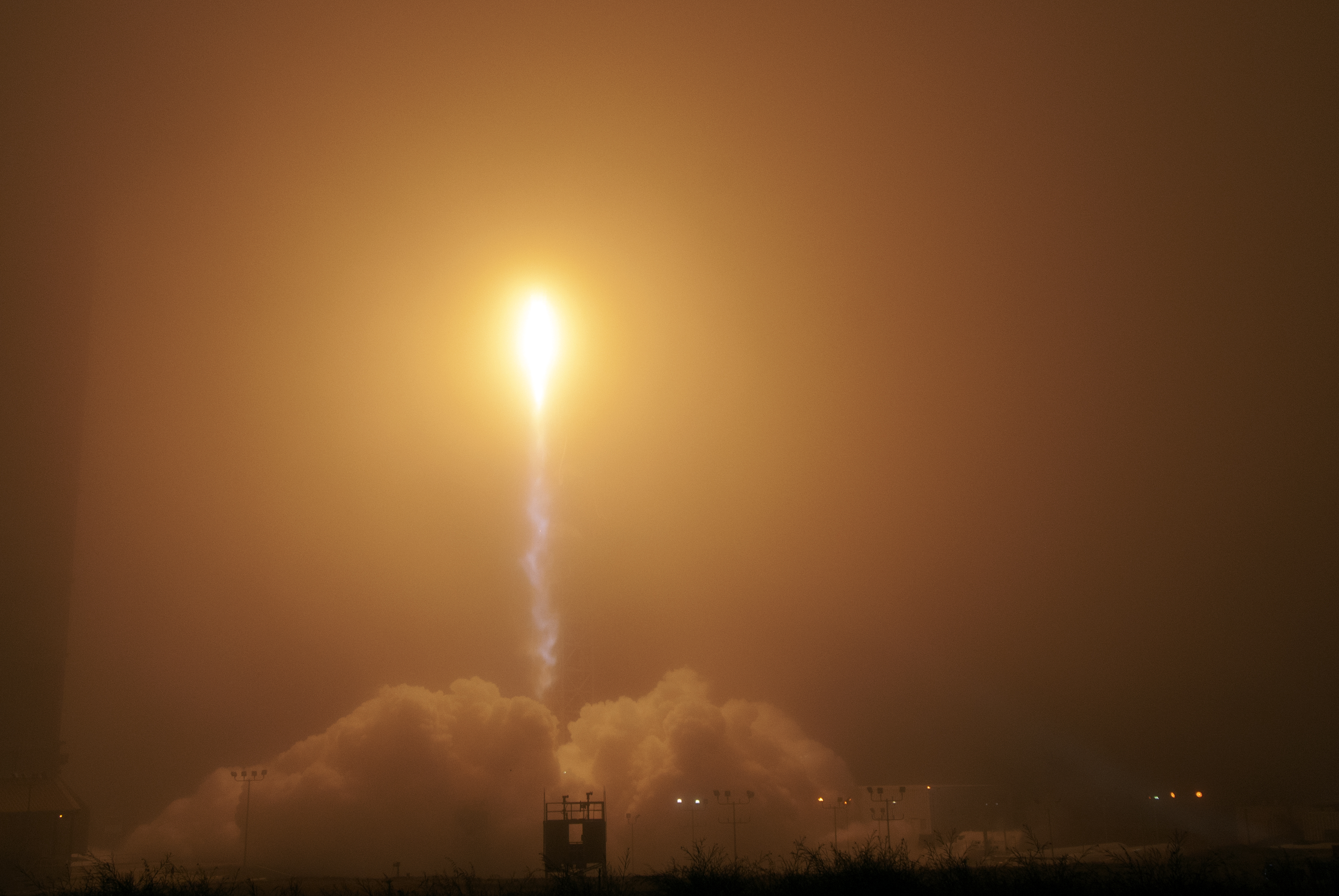
打ち上げの様子
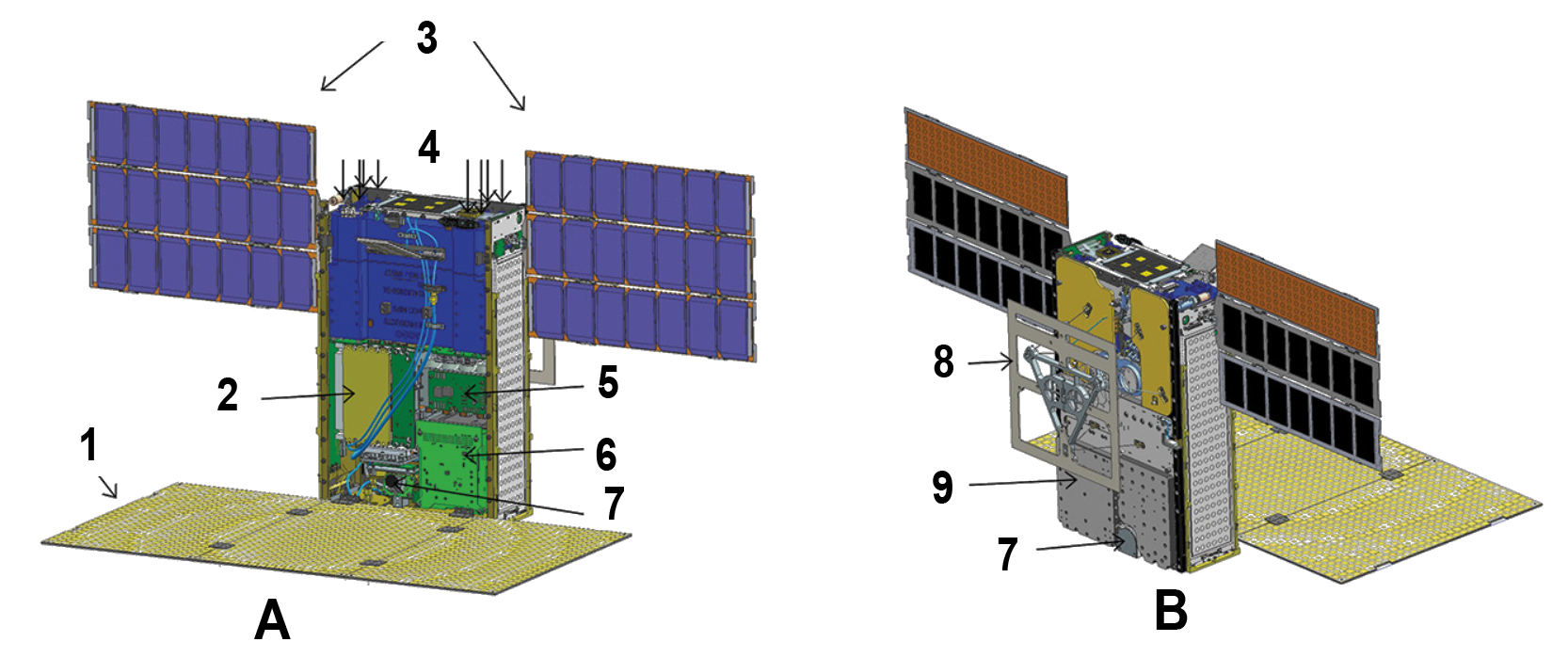
MarCOの模式図
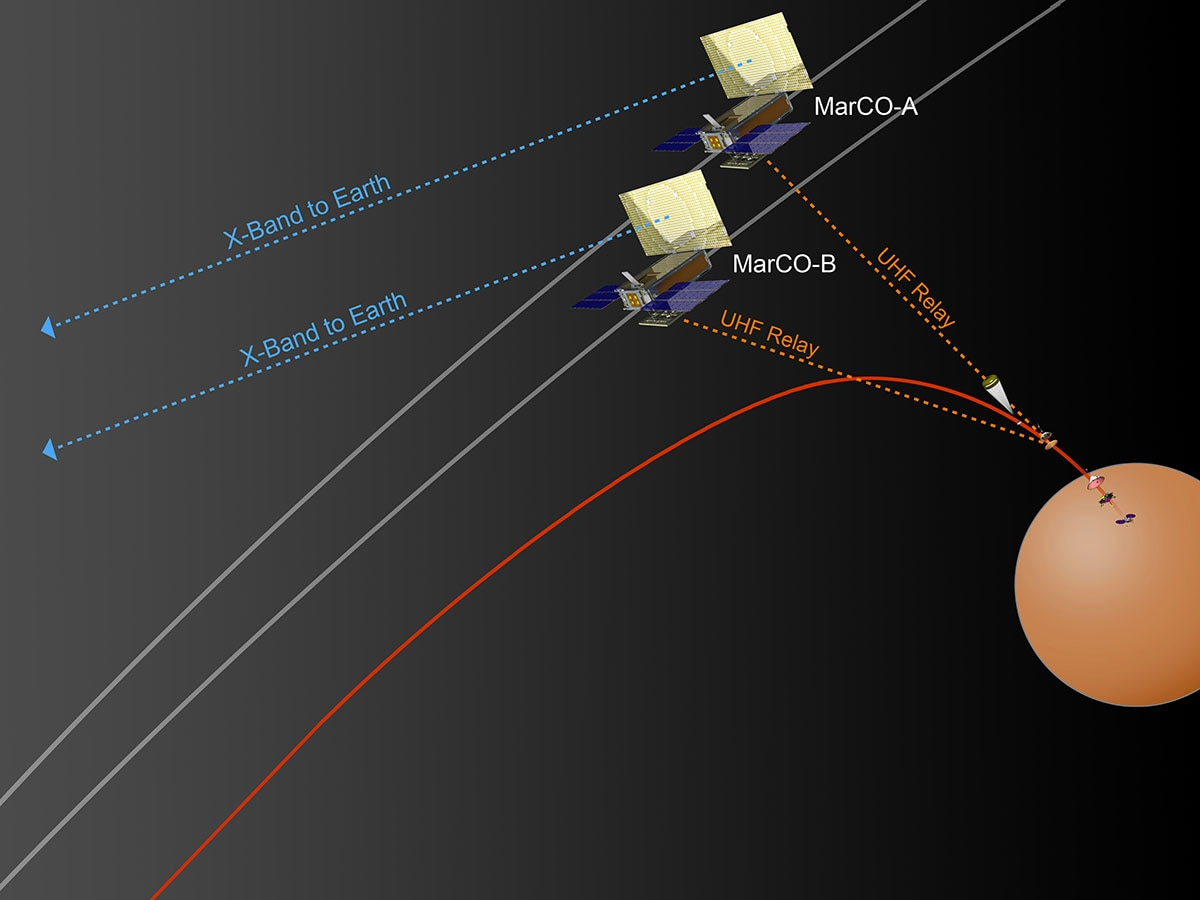
インサイトからのデータを中継する様子